# 319e régiment d'hélicoptères
Pour les articles homonymes, voir 319e régiment.
Le 319e régiment d'hélicoptères (en russe : 319-й вертолётный полк), de son nom complet le 319e régiment mixte d'hélicoptères de l'ordre du Drapeau rouge, nommé d'après V. I. Lénine (en russe : 319-й отдельный вертолётный Краснознамённый полк имени В. И. Ленина, abrégé en russe : 319 овп) est un régiment aérien des forces aérospatiales russes (n° d'unité 13984).
Le régiment fait partie de la 11e armée aérienne du district militaire est, basé à l'aérodrome de Tchernigovka, dans le kraï du Primorié.